# Zipaetis unipupillata
Zipaetis unipupillata är en fjärilsart som beskrevs av Lee 1962. Zipaetis unipupillata ingår i släktet Zipaetis och familjen praktfjärilar. Inga underarter finns listade i Catalogue of Life.